# Marie Odile Bonkoungou-Balima
Pour les articles homonymes, voir Bonkoungou et Balima (homonymie).
Marie Odile Bonkoungou-Balima, née le 15 décembre 1961, est une ministre de l'Éducation du Burkina Faso pendant six ans, puis ambassadrice burkinabé en Allemagne.

## Biographie

### Enfance, éducation et début
Bonkoungou-Balima est née au Burkina Faso. Elle fait ses études  à l'Université de Ouagadougou de 1981 à 1985 et obtient une maîtrise en droit des affaires.Après avoir suivi d'autres cours d'administration publique à l'École nationale d'administration et de la magistrature, elle  suit des cours en France et au Québec. Elle revient dans son pays et entre dans la fonction publique en rejoignant le Ministère de la Fonction Publique. En 1992, elle est directrice de ce service et en 1998, elle devient directrice des services publics mais également des services de développement institutionnel. En 2000, elle intègre le conseil d'administration de l'École normale supérieure de Koudougou (ENSK) (Université de Koudougou ). Elle est membre de l'Association pour le développement de l'éducation en Afrique de 2005 à 2011[réf. nécessaire].
Le 1er avril 1987, elle entre dans la fonction publique du Burkina Faso. De 1989 à 1990, elle est directrice de la gestion des carrières au ministère de la Fonction publique. De 1990 à 1992, elle est chercheuse et cheffe de service au ministère de la Fonction publique. De 1992 à 1998, elle est directrice générale de la fonction publique. De 1998 à 2001, elle est Inspecteur Général du Ministère de la Fonction Publique et des Services de Développement Institutionnel. Elle devient ministre de l'Éducation en 2005 et reste à ce poste jusqu'en 2011. Elle est accréditée comme Ambassadrice extraordinaire et plénipotentiaire du Burkina Faso le 24 février 2012 à Berlin,, le 5 juillet 2013 à Kiev et le 12 février 2014 à Varsovie. Sa réception à Berlin est faite par Horst Seehofer lors de son premier jour d'exercice des pouvoirs du président fédéral allemand.

## Note et référence
- (en) Cet article est partiellement ou en totalité issu de l’article de Wikipédia en anglais intitulé « Marie Odile Bonkoungou-Balima » (voir la liste des auteurs).

1. ↑  (en) « H.E. Amb. Marie Odile Bonkoungou-Balima », www.culturaldiplomacy.org (consulté le 27 janvier 2021)
2. ↑  « Burkina Faso Embassy in Berlin | Embassies in Berlin », www.123embassy.com (consulté le 27 janvier 2021)
3. ↑  Rédaction B24, « Marie Odile BONKOUNGOU est nommée ambassadeur du Burkina Faso en Allemagne », sur Burkina24.com - Actualité du Burkina Faso 24h/24, 28 septembre 2011 (consulté le 24 septembre 2023)
4. ↑  « Présentation des lettres de créance de l’Ambassadeur Marie Odile BONKOUNGOU/BALIMA en Ukraine - leFaso.net », lefaso.net (consulté le 27 janvier 2021)
5. ↑  (de) « Seehofer als Staatsoberhaupt: Sein erster Auftritt », www.merkur.de, 24 février 2012 (consulté le 27 janvier 2021)